# Soulac-sur-Mer
Soulac-sur-Mer là một xã trong tỉnh Gironde, thuộc vùng hành chính Aquitanien của nước Pháp, có dân số là 2.720 người (thời điểm 1999). Xã nằm trên bán đảo phía tây của cửa sông Gironde, cạnh bờ biển Đại Tây Dương. Từ thế kỷ 19 Soulac là một nơi tắm biển được ưa chuộng.

## Nhân khẩu học
| 1962 | 1968 | 1975 | 1982 | 1990 | 1999 | 2006 |
| ---- | ---- | ---- | ---- | ---- | ---- | ---- |
| 2113 | 2198 | 2387 | 2536 | 2790 | 2720 | 2819 |